# Döllach
Döllach är en ort i det österrikiska förbundslandet Kärnten. Orten som hör till kommunen Großkirchheim i distriktet Spittal an der Drau är belägen 1 024 m ö.h. i Großglocknerregionen. 
Döllach som har anor tillbaka till medeltiden var ett viktigt centrum för guldbrytningen i Hohe Tauern-regionen. Orten upplevde sin blomstringstid under 1400- och 1500-talen. 1530 byggde släkten Putz som ägde talrika gruvandelar, krossverk och smältor slottet Großkirchheim i renässansstil.
Döllach som ligger i nationalparken Hohe Tauern och vid Großglockneralpvägen är idag en turistort. I Döllach har nationalparksförvaltningen sitt säte.